# Юрпіль
Ю́рпіль — село в Україні, в Іваньківській сільській громаді Уманського району Черкаської області. Розташоване на обох берегах річок Кищиха та Гірський Тікич (притока Тікичу) за 16 км на північний схід від селища Маньківка. Населення становить 177 осіб.

## Історія
Перша письмова згадка про Юрпіль припадає на 1622 рік.
У 1955 році запущена Юрпільська ГЕС, потужністю 600 кіловатів. 2015 року роботу ГЕС було відновлено, в липні був перший запуск після довготривалого простою.

## Населення

### Мова
Розподіл населення за рідною мовою за даними перепису 2001 року:
| Мова       | Кількість | Відсоток |
| ---------- | --------- | -------- |
| українська | 175       | 98.87%   |
| російська  | 2         | 1.13%    |
| Усього     | 177       | 100%     |

## Галерея

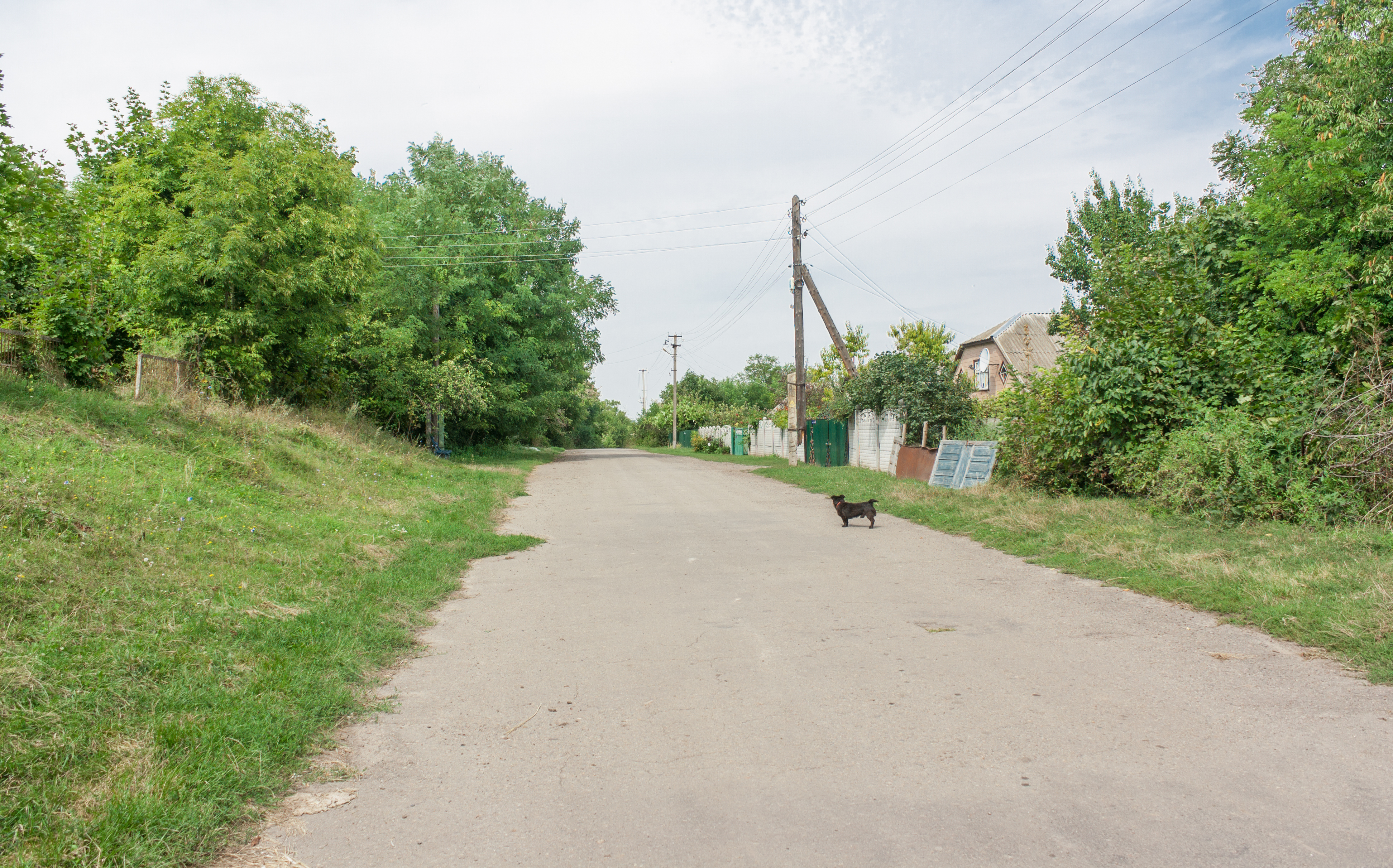
Вулиця Центральна
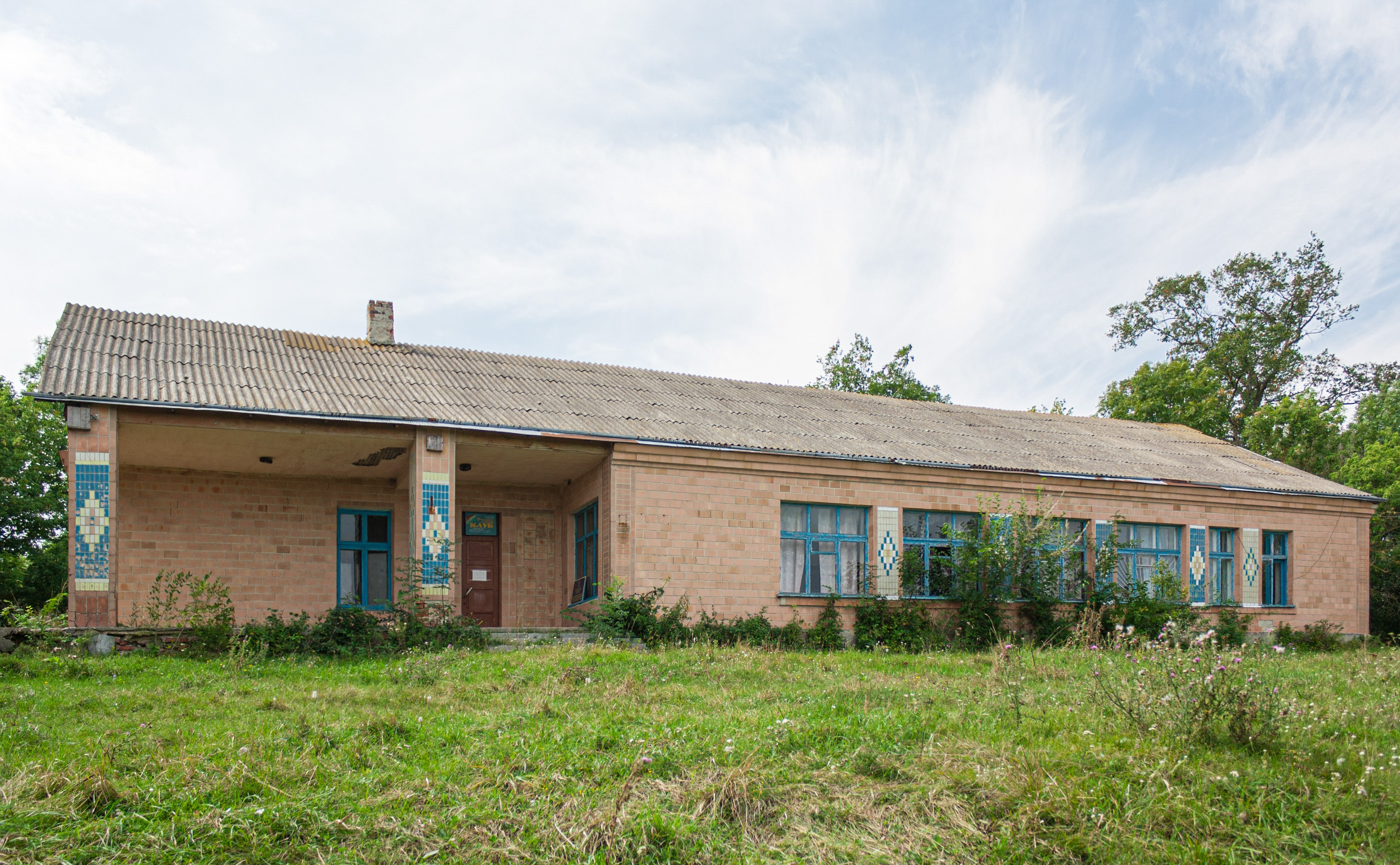
Клуб
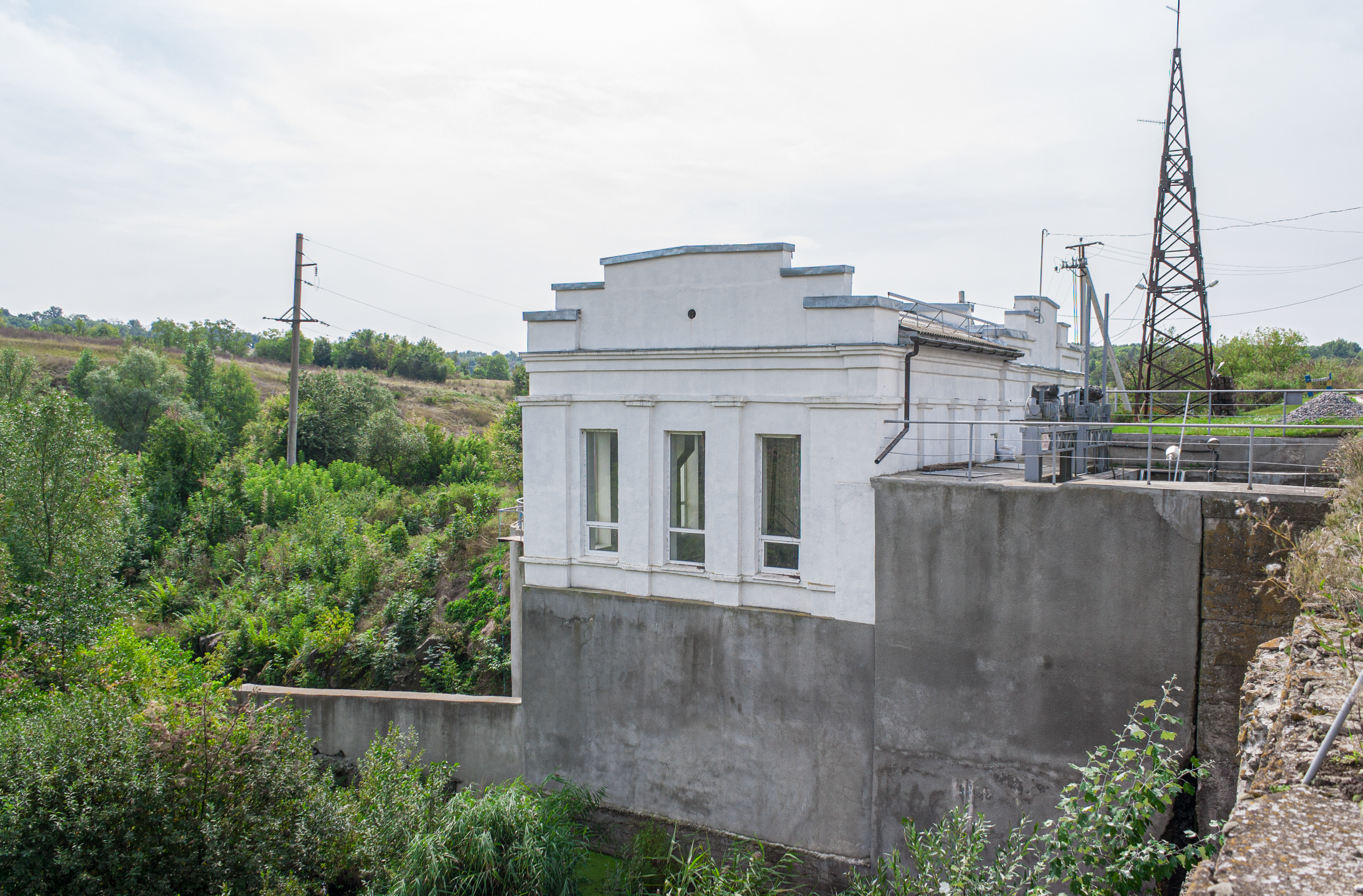
Юрпільська ГЕС
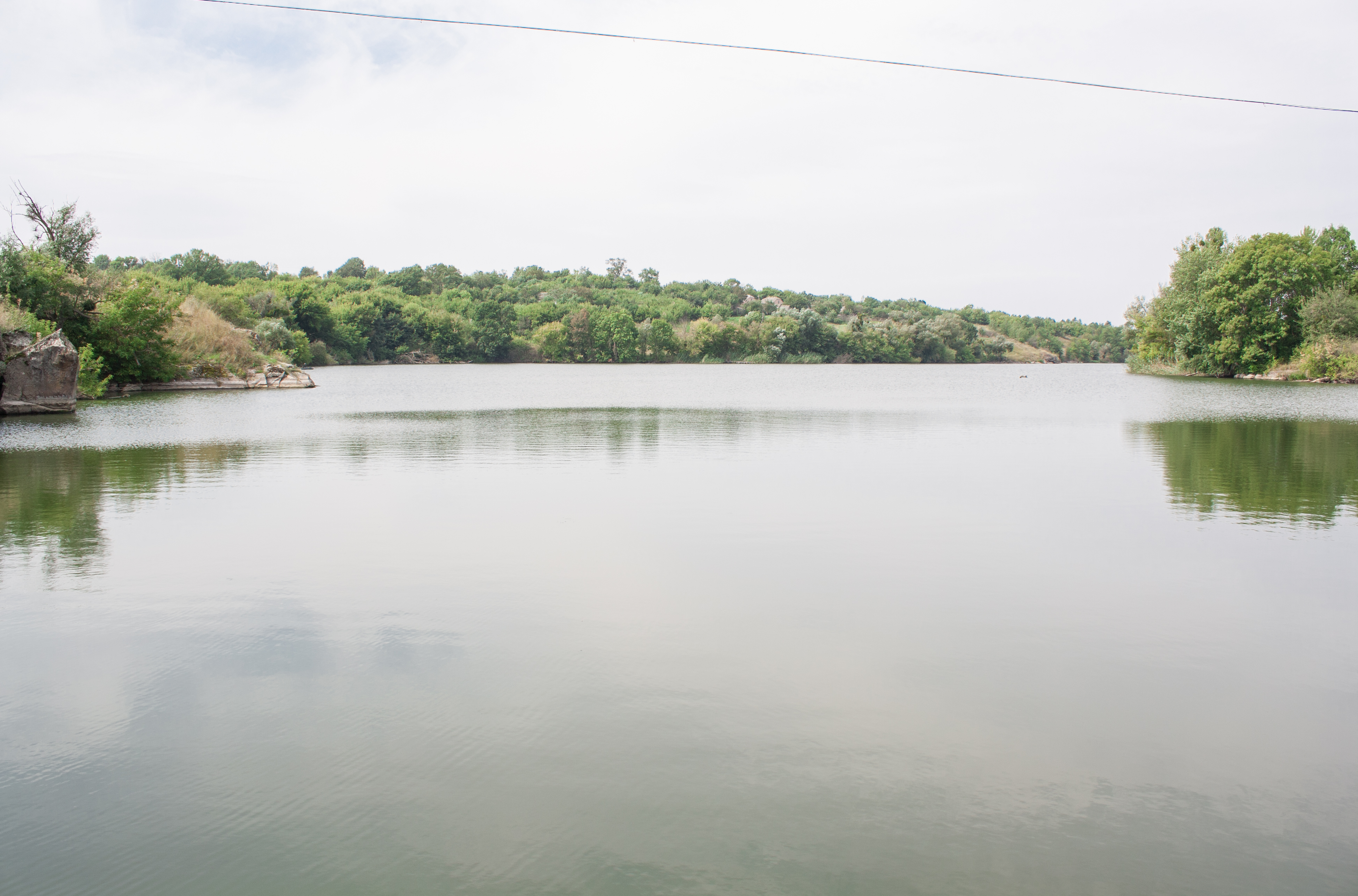
Річка Гірський Тікич
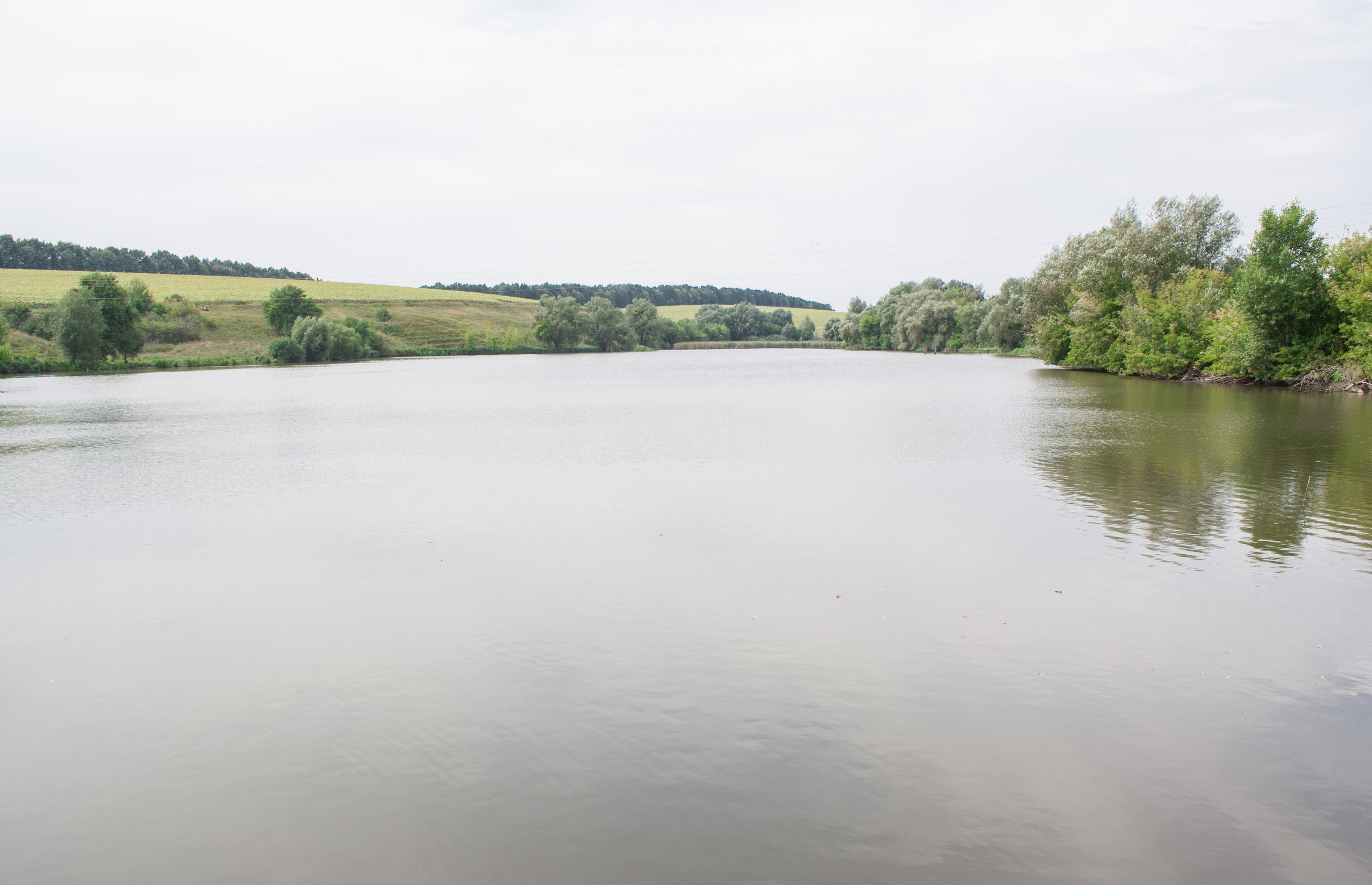
Ставок на річці Кищиха
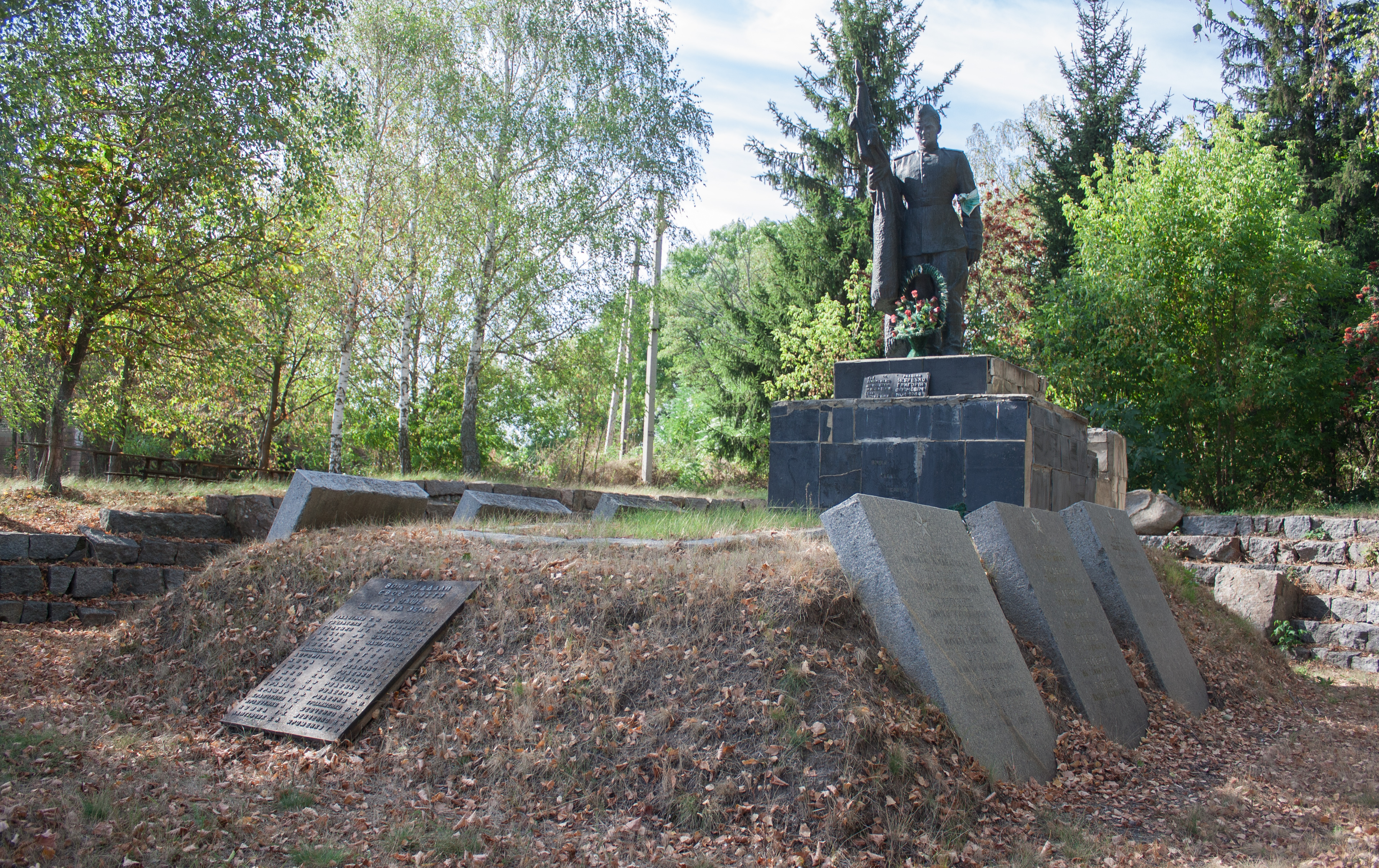
Братська могила радянських воїнів